# Mellicta piana
Mellicta piana är en fjärilsart som beskrevs av Higgins 1930. Mellicta piana ingår i släktet Mellicta och familjen praktfjärilar. Inga underarter finns listade i Catalogue of Life.